# حافظ كسيب
حافظ كسيب لاعب كرة قدم مصري راحل كان يجيد اللعب في خط الوسط.
لعب طوال مسيرته الرياضية في نادي الأوليمبي.
شارك مع منتخب مصر في بطولة كأس العالم 1934 في إيطاليا حيث خرج من الدور الثمن النهائي.

## وصلات خارجية
- حافظ كسيب على موقع الاتحاد الدولي (مؤرشف)  (الإنجليزية)
- حافظ كسيب على موقع Soccerway.com (الإنجليزية)
- حافظ كسيب على موقع عالم كرة القدم.نت (الإنجليزية)

- هذا سيرة ذاتية